# Detroit blues
Le Detroit blues est un genre de blues joué par des musiciens venant ou vivant à Détroit dans le Michigan particulièrement dans les années 1940 et 1950. 
Le Detroit blues est né lorsque les musiciens de Delta blues ont quitté le delta du Mississippi et Memphis (Tennessee) pour aller travailler au Nord dans les plantations industrielles de Détroit dans les années 1920 et 1930. Le blues typique de Detroit est très proche du style Chicago blues. Les sonorités du Detroit blues se distinguent du Delta blues par l'utilisation d'instruments électriques amplifiés et une variété plus éclectique d'instruments, comme la guitare basse et le piano.
Le seul musicien de Detroit blues à avoir réellement acquis une renommée internationale est John Lee Hooker, car les compagnies de disques ont eu tendance à ignorer la scène blues de Detroit en faveur du Chicago blues plus influent et populaire. 
La scène de Detroit était centrée dans le quartier de Black Bottom.

## Artistes de Detroit blues

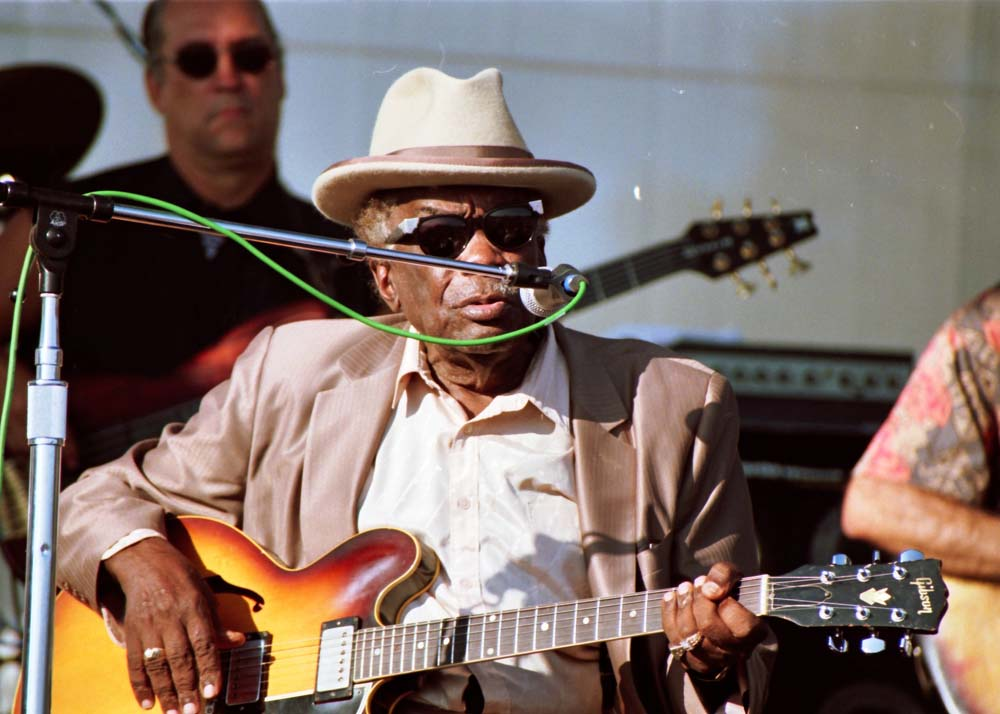
John Lee Hooker au Long Beach Blues Festival le 31 août 1997.

- Alberta Adams
- Andre Williams
- Big Maceo Merriweather
- Bobo Jenkins (en)
- Calvin Frazier (en)
- Eddie Burns
- Joe Weaver (en)
- John Lee Hooker
- Johnnie Bassett
- Nolan Strong & The Diablos